# 変身願望
『変身願望』（へんしんがんぼう）は、フジテレビ系列の「金曜劇場」（毎週金曜日22:00 - 22:54）の枠で、1983年（昭和58年）6月3日から同年7月22日まで放送されていたテレビドラマ。全8話。

## 概要・内容
「美しくなりたい」と言う女性たちの願いの裏にどんな人間模様があるのかを浮き彫りにした作品。
精神科医の高坂麻以子は、結婚しようという恋人の川原敏彦の制止も聞かず、勤めていたS医大を辞めることになった。そんな時、恩師の中山教授の勧めで紹介してくれた、超高層ホテルに開業された総合美容ドック「オアシス」を訪ねた。そこは各種美容コースも食事面も整い、宿泊、プールといった各施設も完備された高級ドックである。そこには様々な事情から若返ったり美しくなりたいと真剣に指導を受けている女性たちが集まっていた。そこで麻以子は院長の大崎誠二から「ここに来る女性客のために、是非ともカウンセラーとして精神科医の助言が必要」として協力を求められた。そんな時、ドックで指導を受けていた女性の一人・悦子が突然自殺未遂を図った。これをきっかけとして、麻以子はこのドックで仕事をしようという気になってゆく。
出演者の一人、五月みどりは「最新の痩身術を受けられると聞いて、このオファーに即OKした」と話している。

## キャスト
- 高坂麻以子：十朱幸代
- 大崎誠二：中村敦夫
- 川原敏彦：篠田三郎
- 中山教授：高橋昌也
- 山田（ドックの事務長）：野村昇史
- 歌手志望の少女：川上麻衣子
- 路子（OL）：佳那晃子
- 悦子（主婦）：范文雀
- 朝子：馬渕晴子
- 良子（ドックの患者）：岸田今日子
- 理代子（美容カウンセラー）：由紀さおり
- 恵美（銀座のバーのママ）：五月みどり

## スタッフ
- 脚本：重森孝子 （全話）
- 演出：河村雄太郎（第1話、2話、5話、8話）、高橋和男（第3話、7話）、戸崎春雄（第4話、6話）

＊テーマ曲「虹色の心」リチャード・クレイダーマン